# Gmina Żelechlinek
Die Gmina Żelechlinek ist eine Landgemeinde im Powiat Tomaszowski der Woiwodschaft Łódź in Polen. Ihr Sitz ist das gleichnamige Dorf.

## Gliederung
Zur Landgemeinde Żelechlinek gehören 19 Dörfer mit einem Schulzenamt:
Bukowiec
Czechowice
Czerwonka
Dzielnica
Feliksów
Gutkowice
Józefin
Karolinów
Kopiec
Lesisko
Łochów
Naropna
Radwanka
Sokołówka
Stanisławów
Staropole
Teklin
Żelechlin
Żelechlinek
Weitere Ortschaften der Gemeinde sind:
Brenik
Budki Łochowskie
Chociszew
Gawerków
Gutkowice-Nowiny
Ignatów
Janów
Julianów
Lucjanów
Łochów Nowy
Modrzewek
Nowe Byliny
Nowiny
Petrynów
Sabinów
Świniokierz Dworski
Świniokierz Włościański
Władysławów
Wola Naropińska
Wolica